# Kuoni
Kuoni est une agence de voyages généraliste.

## Histoire
Le groupe Kuoni a été fondé par Alfred Kuoni en 1906. Il regroupe, en 2008, 9797 collaborateurs implantés sur tous les continents. Les différents produits du groupe Kuoni sont les suivants : circuits accompagnés, voyages sur mesure, séjours balnéaires et croisières.
De 1998 à 2008, la société reçut le trophée du meilleur voyagiste du monde (World’s Leading Tour Operator Award).
À l'occasion de son centenaire, Kuoni créé une gamme Les Voyages du Centenaire composée de 7 circuits d'une prestation élevée et unique en leur genre[réf. nécessaire].
Le 8 février 2008, Swiss International Air Lines et Kuoni annoncent un accord stratégique qui permet à Swiss de prendre possession d'Edelweiss Air, la compagnie aérienne du voyagiste, et à Kuoni de proposer toute son offre hôtelière sur le site internet de Swiss.
Le 14 janvier 2015, Kuoni annonce renoncer à ses activités de voyagiste et se concentrer sur le métier de prestataire de services pour l'industrie mondiale de voyage. L'entreprise veut aussi trouver un nouveau propriétaire courant 2015. Cet abandon d'activité concerne les divisions de Suisse, du Royaume-Uni, du Benelux, de Hong Kong/Chine, d'Inde ainsi que de Scandinavie/Finlande,
En 2015 Kuoni Voyages a été repris par le voyagiste allemand Rewe a enregistré une perte nette de 294 millions CHF et envisage une réduction d'effectif .
Le 10 novembre 2016 le titre est retiré de cotation.